# Mycocepurus smithii
Mycocepurus smithii es una especie de hormiga cultivadora de hongos exclusiva de América Latina (desde México hasta Argentina). Estas hormigas cultivan un jardín de hongos dentro de su colonia con partes de vegetales muertos y otros insectos. Fue esta capacidad para cultivar la que inicialmente impulsó la investigación sobre la especie como un miembro basal del género que proporcionaría información sobre la historia natural de la tribu de hormigas cultivadoras de hongos, Attini (subfamilia Myrmicinae).
Recientemente se ha descubierto que esta especie está compuesta exclusivamente por hembras que se reproducen asexuadamente. La reina se reproduce por partenogénesis y todas las hormigas en una colonia son clones hembra de la reina.

## Descripción
Las hormigas del género Mycocepurus son claramente reconocibles por el agrupamiento de espinas similar a una corona de su promesonoto, el protórax (pronoto) y mesotórax (mesonoto) fusionado en la parte delantera de su mesosoma o sección media. Mide de tres a cuatro milímetros de longitud y es de color castaño rojiza uniforme en todo el cuerpo. M. smithii tiene unas espinas agudas y sobresalientes en el propodeo (primer segmento abdominal, posterior al mesosoma), a diferencia de M. obsoletus cuyas espinas propodeas son romas y las obreras tampoco tienen espinas promesonotales desarrolladas en el centro de su corona.

## Cultivo de hongos
Las reinas fundadoras se despojan de sus alas cerca o junto al lugar donde van a formar la colonia. Entonces excavan un túnel a una profundidad de aproximadamente 10 cm y crean una cámara primaria. La reina entonces lleva las alas a la cámara primaria y las inserta en el techo de la cámara donde la superficie de las alas se usará como una plataforma para cultivar un incipiente jardín de hongos. Las alas delanteras de las hembras de los tres géneros basales Attini (Mycocepurus, Apterostigma y Myrmicocrypta) tienen un área en forma de media luna que carece de venas y pigmentación; la funcionalidad de esa zona se desconoce.

## Arquitectura de la colonia
Los hormigueros de M. smithii en Puerto Rico, Costa Rica y Trinidad tienen una única entrada, aunque la proximidad a otras colonias en zonas con muchos hormigueros pueda dar la sensación de entradas múltiples. Las colonias de M. smithii consisten en un montículo excavado alrededor de una entrada de aproximadamente 1,2 mm de diámetro; ésta conduce a un túnel vertical que se abre en la cámara jardín a una profundidad de aproximadamente 12,5 mm. M. smithii mantiene túneles estrechos (1,3  mm de diámetro) que no permiten que dos hormigas pasen una junto a otra por el túnel (el tamaño de su cabeza es aproximadamente 0,7 mm en las obreras y 0,9 mm en las reinas). Las colonias también tienen varias secciones ligeramente más grandes (unos 3,6 mm de diámetro) que permiten pasar a varias a la vez, facilitando el intercambio de información. Los túneles estrechos son probablemente más fáciles de construir (economizando energía) y también ayudan en la nivelación de la humedad o la temperatura de la colonia o en la prevención de intrusiones predadoras.

## La investigación Himler
Un equipo de investigación dirigido por la doctora Anna G. Himler, bióloga de la Universidad de Texas en Austin (Estados Unidos), estaba investigando la capacidad de las hormigas para cultivar hongos. Sin embargo, durante el estudio los investigadores analizaron su ADN y descubrieron que cada miembro de la colonia era genéticamente idéntico a la reina. Mediante un proceso de disección, también descubrieron que una parte esencial de su sistema reproductivo se había degenerado en los miembros de esta especie. Se realizaron un total de seis pruebas distintas y los investigadores no pudieron localizar ningún miembro macho de la especie. Las conclusiones del equipo fueron publicadas en la revista Proceedings of the Royal Society B (Biological Sciences) de la Royal Society.